# جون نيلسون داربي
جون (يوحنا) نيلسون داربي (18 نوفمبر 1800 - 29 أبريل 1882) هو شخصية إنجيلية موثرة من أصول أنجلو-إيرلندية وينتمي إلى كنيسة الأخوة بليموث. ويعتبر الأب الروحي للمنهج التدبيري والمنهج المستقبلي (حسب الوصف الإنجليزي) لتفسير الكتاب المقدس. وقام بعمل ترجمة للكتاب المقدس من النصوص العبرية واليونانية وأطلق عليها المخطوطات المقدسة: ترجمة جديدة من اللغات الأصلية بقلم ج. ن. داربي

## سيرته

### السنوات الأولى
ولد جون نيلسن داربي في منطقة ويستمينيستر في لندن، وعُمّد في كنيسة القديسة مارجريت في الثالث من مارس عام 1801. ويعود أصله إلى عائلة أرستقراطية أنجلو-إيرلندية مالكة لعقارات وأراض في قلعة ليب في مقاطعة كينجز في إيرلندا. ومن أقربائه الأدميرال داستير داربي. وتسمّى باسمه الأوسط على اسم عرابه وصديق العائلة اللورد هوراشيو نيلسن تقديرًا لعلاقته بالعائلة.
تلقى داربي تعليمه في مدرسة وستمينستر وكلية الثالوث المقدّس (ترينيتي) في دبلين، حيث حاز على الوسام الذهبي التقليدي عام 1819. ورغم عدم وجود ما يدل أنه درس علم اللاهوت رسميًا، إلا إن داربي كان منفتحًا على دراسة المسيحية ومتقبلا لها. انضم لنقابة المحامين لكنه شعر أن مهنته كمحام تتعارض واعتقاده الديني. فاختار أن يتم ترسيمه كرجل دين إنجيلي في إيرلندا، «حتى لا يضطر لبيع مواهبه لهزيمة العدالة». في عام 1825، تم ترسيمه شمّاسًا للكنيسة الإيرلندية المركزية، وفي العام الذي تلاه، عُيّن قسيسًا.

### السنوات الوسطى

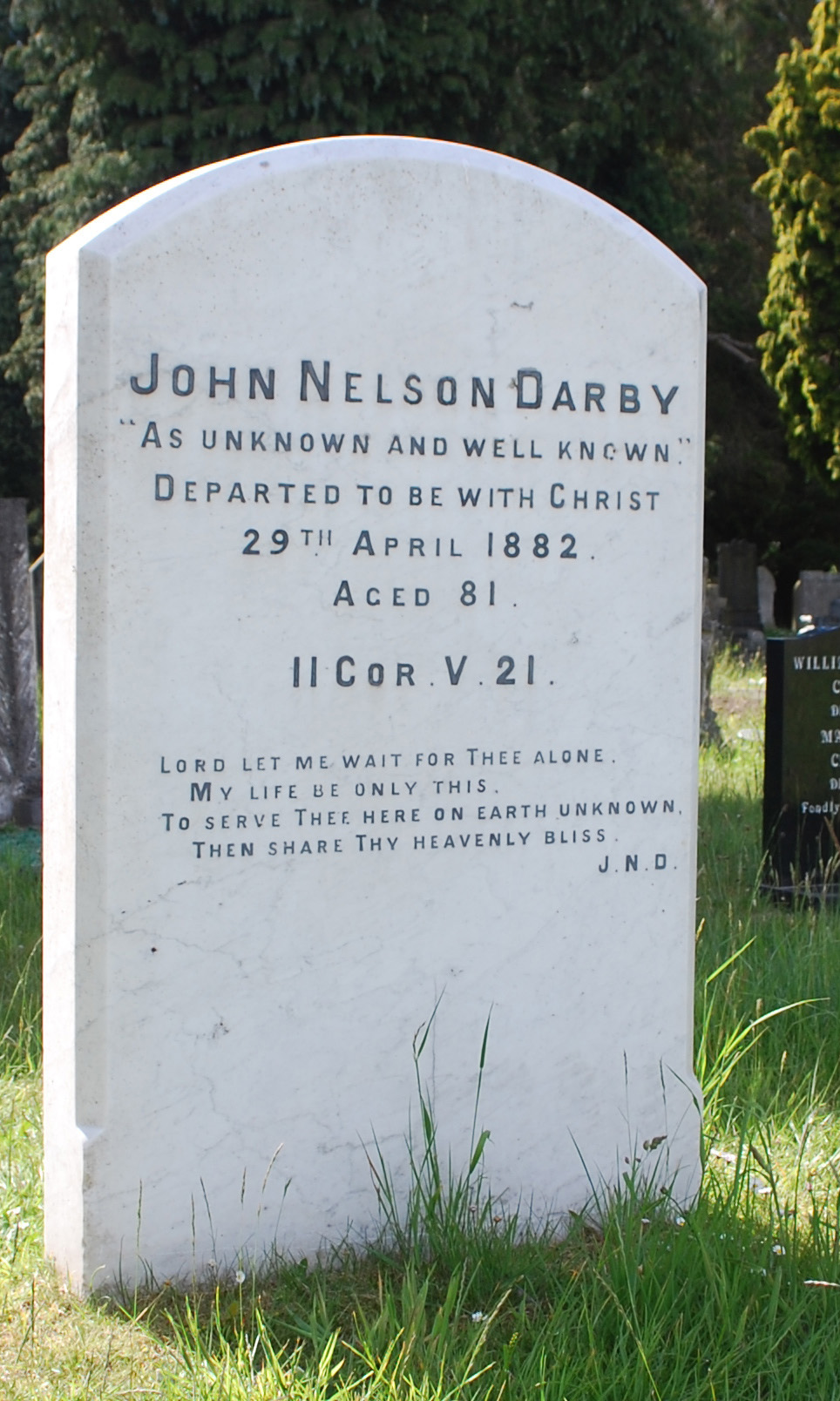
شاهد قبر جون نيلسن داربي

أصبح داربي راعي أبرشية كنيسة إيرلندا عن قرية ديلجاني في مقاطعة ويكلو، وتميّز بأنه نجح بإقناع الفلاحين ممن ينتمون للمذهب الكاثوليكي الروماني بمنطقة كالاري بالتخلي عن مذهب الكنيسة الكاثوليكية. وتقدّم الأمثولة الإنجيلية المعروفة «كيفية إنقاذ الخروف الضائع» سببًا شخصيا لزيارته لأحد الفتية الرعيان الذي كان يحتضر بمنطقته، راسمةً بذلك صورة حية عن نشاطه ما بين الفقراء. وقد زعم لاحقًا أنه حاز على مئات المتحولين لكنيسة إيرلندا. إلا أن هذه التحولات المذهبية انتهت عندما حكم عليها مطران دبلين بوجوب تقديم الولاء للملك جورج الرابع كملك شرعي على إيرلندا.
استقال داربي من الإشراف على أبرشيته احتجاجًا على ذلك. وبعد ذلك بمدة قصيرة، في أكتوبر 1827، سقط من ظهر حصان وتعرض لإصابة بليغة. وذكر لاحقًا أنه خلال هذا الوقت بدأ يؤمن بأن «المملكة» التي وصفت في سفر إشعيا وفي كتابات أخرى من العهد القديم مختلفة تمامًا عن سلطة الكنيسة المسيحية.
وعلى مدار الأعوام الخمسة التالية، قام ببناء مبادئ أفكاره اللاهوتية المكتملة، وأبرزها اعتقاده الراسخ أن فكرة رجل الدين بحد ذاتها تعتبر خطيئة ضد الروح القدس، لأنها عملت على الحد من التسليم بقدرة الروح القدس على التحدث من خلال أي عضو من أعضاء الكنيسة. وخلال هذه الفترة، انضم إلى اجتماع مؤمني رابطة المذاهب (بما فيهم أنطوني نوريس جروفز وإدوارد كرونين وجون غيفورد بيليت وفرانسيس هاتشينسون) الذين اجتمعوا على أحد موائد أفخارستيا (القربان المقدس) في دبلين كرمز على اتحادهم في المسيح. وبحلول عام 1832، كبرت هذه الجماعة وبدأ أعضاءها بتعريف أنفسهم على أنهم جمعية مسيحية مستقلة. ومع سفرهم وشروعهم في إنشاء جمعيات جديدة في كل من إيرلندا وإنجلترا، فإنهم نجحوا بتشكيل حركة جديدة تعرف الآن بـ الأخوة بليموث
يُعتقد أن جون نيلسن داربي ترك كنيسة إيرلندا حول العام 1831. واشترك ما بين عامي 1831-33 في مؤتمر قصر باورزكورت، وهو اجتماع سنوي لطلبة الكتاب المقدس أشرفت على تنظيمه صديقته الأرملة الثرية الليدي باورزكورت (ثيودوسيا ونجفيلد باورزكورت). وقد شرح داربي علنا في هذا المؤتمر آراءه المتعلقة باللاهوت والآخروية بما فيها نظرية الالتقاء الثاني لصعود المسيح. وكان وليام كيلي (1821-1906) هو مترجمه الأبرز والذي استمر معه بمشواره ليكون أوفى مؤيديه لمدة 40 عامًا حتى وفاته. وذكر كيلي بكتابه «جون نيلسن داربي كما عرفته» عنه أنه «قدّيس أكثر إخلاصا لاسم المسيح، وهو حامل رسالة لم أعرفها أو أسمع عنها من قبل قط».
دافع داربي عن التعاليم الكالفينية عندما كانت تتعرض للهجوم من ذات الكنيسة التي خدم بها. ويذكر مدوّن سيرته الذاتية جودارد أن "داربي يشير إلى موافقته على مذهب أو تعاليم الكنيسة الإنجليكانية على النحو الذي تم التعبير عنه في البند رقم 39 من مسألة الاصطفاء والقضاء والقدر، حيث يقول داربي التالي:

«أعتقد من جانبي، وبوعي كامل، أن البند رقم 17 ليس أحكم بيان بشري تعرّفت عليه قط من منظور ما يحتويه فحسب، بل هو الأحكم والأفضل على الإطلاق. وأنا مقتنع تمام الاقتناع بأخذه بمعناه الحرفي واللغوي. وإنني مؤمن أن وظيفة القضاء والقدر بالنسبة للحياة هي الهدف الأبدي للرب، والتي من خلالها قضى قضاءً قاطعًا، قبل خلق العالم بأركانه وأسسه، أن يحرّر من أتون اللعنة والدمار من يصطفيهم في المسيح من الجنس البشري، وأن يجعل منهم عبر المسيح سفنًا للشرف تعبر نحو الخلاص الأبدي»

### الأعوام اللاحقة
سافر داربي كثيرًا ما بين الدول الأوروبية وبريطانيا في الثلاثينات والأربعينات بالقرن التاسع عشر، وأسّس العديد من المجالس والمحافل الأخوية. وألقى 11 محاضرة هامة في جنيف عام 1840 على أمل تكوين الكنيسة. وقد برهنت هذه المحاضرات على مكانته الرفيعة كمترجم بارز للنبوءات الإنجيلية. ولا تزال الاعتقادات السائدة من إنه وضع البذور الأولى آنذاك منتشرة (بأشكال مختلفة) في أماكن مثل كلية دالاس اللاهوتية وعبر مؤلفين ووعّاظ كـ هال ليندسي وتيم لاهاي.
انخرط داربي في عام 1848 بخلافات معقدة حول الأسلوب الأمثل للمحافظة على معايير الانضباط المشتركة في الاجتماعات المختلفة وهو ما نتج عنه الانفصال بين كنيسة الأخوة المرحبون والتي حافظت على شكل محفلي للحكم الكنسي، وبين كنيسة الأخوة الحصرية. شـُهد له بعد ذلك أنه الشخصية الأبرز ضمن شخصيات الكنيسة الحصرية والذين أصبحوا يعرفون باسم الأخوة «الداربيون». قام بما لا يقل عن خمس رحلات تبشيرية إلى أمريكا الشمالية ما بين عامي 1862 و1877. وركّز دعوته في نيو إنجلاند وأونتاريو ومنطقة البحيرات العظمى، لكنه قام برحلة مطوّلة من تورنتو نحو سيدني مرورا بـ سان فرنسيسكو وهاواي ونيوزيلندة. ويتوفر حاليا فهرس جغرافي وقوائم برسائله تصف الأماكن التي رحل إليها. واستخدم مهاراته التقليدية بترجمة الكتاب المقدس من النصوص العبرية والإغريقية. وقد كتب ملخصًا باللغة الإنجليزية للكتاب المقدس والعديد من مقالات العلوم الدينية الأخرى. وكتب القصائد والتراتيل، أشهرها على الإطلاق «رجل الأحزان». وأصبح كذلك معلقا على الكتاب المقدس. إلا إن أهميته فقدت مكانها بعد مشاركته بتصنيف وتجميع النسخة المنقّحة من الكتاب المقدس للملك جيمس.
توفي جون نيلسون داربي عام 1882 بدار ساندريدج في مدينة بورنماوث، ودُفن في مقبرة بورنماوث في مقاطعة دورست بإنجلترا.

## إرث ما بعد وفاته
يشار إلى داربي بالأوساط اللاهوتية بأنه الأب المؤسّس للمنهج التدبيري الذي شاع بوقت لاحق في الولايات المتحدة بواسطة دراسة سكوفيلد المرجعية للكتاب المقدس لكاتبها سايروس سكوفيلد. إلا إن داربي يعتنق منظورا يطلق عليه حاليا التدبيرية المفرطة، وذلك لتسمية عيد العنصرة (أو الخمسين) على أنه بداية عصر الكنيسة، فيذكر داربي التالي:
«"شكّل إسطفانوس حلقة الوصل بين الرفض اليهودي وموقف الكنيسة وحالتها التي تلت ذلك... فإسطفانوس يمثل وضعية الإقتراب اليهودي "لاحتمال وإمكانية التدبير". لكن مشهدا جديدا يلقي بنفسه الآن ويتمثل بهيئة غير اليهودي ونظامه المألوف بمسألة التدبير الواقعة بيد بولس الرسول، وحواريّ غير المسيحي، وحواريّ غير اليهودي. فهل استمده آنذاك من الحواريين؟ أم أنه كان فعلا خليفة للرب بميعاد واستمداد دنيوي؟ كلا، يستحيل هذا."»
نشر الواعظ تشارلز هنري ماكنتوش، 1820-1896، تعاليم داربي في مجموعات متواضعة بالمجتمع عبر أسلوبه الرائج شعبيا، وهو بمثابة الصحفي التابع لحركة الأخوية. وساهم ماكنتوش بجعل داربي شخصية شهيرة أكثر من أي مؤلف آخر للأخوية، إلا إنه استثنى مذهبه التدبيري المفرط من هذا الجهد. وقد أثّرت تعاليم الأخوية في بداية القرن العشرين على الكنائس المحلية Litlle Flock لكل من ووتشمان ني وويتنس ني.
على الرغم من عدم وجود تعاليم مسيحية حول مسألة «الصعود للسماء» قبل بدء وعظ داربي لها، إلا إنه يُنسب إليه أحيانا نشوء نظرية «الالتقاء الثاني» حيث سيبعد المسيح عروسه، ألا وهي الكنيسة، فجأة من العالم قبل حلول حكم الابتلاءات. ويزعم البعض أن هذا الكتاب يعبّر عن أصل فكرة «الصعود إلى السماء». وتشكّل اعتقادات المنهج التدبيري، حول مصير اليهود وإعادة تأسيس مملكة إسرائيل، واجهة طليعية لمذهب الصهيونية المسيحية، لأن «الرب قادر على تجميعهم مرة أخرى»، وهم يؤمنون أنه سيفعل ذلك بقدرته حسب فهمهم لنبوءة العهد القديم. ويعتقدون أنه رغم أن أساليب الرب قد تتغير، إلا إن مقاصده بمباركة إسرائيل لن تتغير مطلقا، بالإضافة إلى إظهاره محاباة غير مستحقة للكنيسة، وأنه سيفعل هذا ببقايا إسرائيل للوفاء بجميع الوعود التي قطعت لذرية إبراهيم.

## النقد
نشر تشارلز هادون سبيرجيون، راعي أبرشية ضاحية تابرناكل، والمعاصر لداربي، نقدا على داربي والحركة الأخوية. وتركّز أساس نقده أن داربي وكنيسة بليموث رفضا الغرض غير المباشر لطاعة المسيح بالإضافة إلى الحق المنسوب إليه. وقد اعتبره أمر يشكل أهمية مركزية للإنجيل بحيث أن هذا الاستنتاج قاده إلى هذا التأكيد حول بقية ما يعتقدون به.
وكتب جيمس غرانت: «أعتقد بما لا يدع مجالا للشك أن قرّائي لن يتفاجؤوا بأي آراء أخرى مشابهة بالهرطقات الكفرية القاتلة التي تلقنها كنيسة بليموث وترحب بها بما يتعلق ببعض أخطر ما ورد بكل عقائد الإنجيل والتي أشرت إليها منذ مدة طويلة، مهما كان خبثها وخلوها من السند النصي، وهو ما اعتنقه داربي وروّج له بكل حماس.»

## مؤلفاته
- The Holy Bible a new translation by J.N. Darby, a parallel edition, Bible Truth Publishers: Addison, Illinois.
- The Writings of J. N. Darby courtesy of Stem Publishing
- The Holy Scriptures (A New Translation from the Original Languages by J. N. Darby) courtesy of Stem Publishing
- A Letter on Free Will by J.N. Darby, Elberfeld, 23 October 1861
- The Collected Writings Of J. N. Darby, Ecclesiastical No. 1, Volume 1: The Character Of Office In The Present Dispensation

## مواضيع ذات صلة
- الصهيونية المسيحية
- سايروس إنغرسون سكوفيلد
- المنهج التدبيري
- يوم القيامة
- المسيحية الأصولية
- كنيسة الإخوة بليموث

## روابط خارجية
- جون نيلسون داربي على موقع الموسوعة البريطانية (الإنجليزية)
- جون نيلسون داربي على موقع إن إن دي بي (الإنجليزية)